# 旗手勲
旗手 勲（はたて いさお、1925年11月14日 - ）は、日本の農学者、歴史学者、愛知大学名誉教授。

## 来歴
北海道出身。1949年北海道大学農学部卒業。同大学院、東京大学大学院農学部農業経済学修士課程修了、1962年「明治以降における大農場制の研究」で農学博士。国立国会図書館調査立法考査局勤務、愛知大学経済学部教授。1996年定年、名誉教授。
1978年『日本の財閥と三菱　財閥企業の日本的風土』で日経・経済図書文化賞受賞。

## 著書
- 『日本における大農場の生成と展開 華族・政商の土地所有』御茶の水書房 近代土地制度史研究叢書 1963
- 『米の語る日本の歴史』そしえて文庫 1976
- 『日本の財閥と三菱 財閥企業の日本的風土』楽游書房 1978
- 『日本社会経済論 日本資本主義の経済構造』楽游書房 1982
- 『水利の日本史 流域と指導者たち』農林統計協会 1983
- 『水資源の世界誌』日本経済評論社 1991
- 『土地投資と不動産・水資源 その歴史と論理』日本経済評論社 1992
- 『三菱財閥の不動産経営』日本経済評論社 2005

共著
- 『風土 大地と人間の歴史』玉城哲共著 平凡社 1974

## 論文
- ＜旗手勲